# Won coréen
Le won (원, 圓) était la monnaie de l'Empire coréen de 1902 à 1910. Il était subdivisé en 100 chons (전, 錢). Il signifie « rond » et est décrit par le même sinogramme traditionnel que le yen japonais et le yuan chinois. 

## Histoire
Le won a été introduit en 1902 en remplacement du yang à un taux de 1 won pour 5 yang. Il était l'équivalent du yen japonais et a été remplacé par le yen coréen au taux de 1 pour 1 en 1910 lors de l'annexion du pays au sein de l'empire du Japon. L'année précédente en 1909, une banque centrale, la banque de Corée est fondée à Séoul pour gérer la monnaie d'une manière moderne. En 1910, elle est renommée en banque de Chosen  et s'occupera par la suite de la gestion de la monnaie dans la Corée coloniale. 

## Pièces et billets
Des pièces ont été fabriquées portant les valeurs faciales de ½, 1 (toutes deux en bronze), 5 (cupronickel), 10 et 20 chons (argent 800‰) ainsi que ½ (argent 800‰ ), 5, 10 et 20 wons (or 900‰). Elles portent toutes le nom du pays en caractère chinois, Daehan (大韓)  ainsi que le nom de l'ère, Gwangmu (光武) pour le règne de l'empereur Kojong (1897-1907) et Yunghui (隆熙) pour celui de Sunjong (1907-1910). Seule la valeur faciale est indiquée en caractères coréens et occidentaux.
Aucun billet en wons n'a été mis en service. Cependant, des billets en yen coréen ont été imprimés par la banque Dai-Ichi Kangyo (en) (la « première banque nationale » du Japon).
|  |  |  |  |  |  |  |